# فجول مواولسان
فجول مواولسان (تایلندی: ผจญ มูลสัน؛ زادهٔ ۱۳ سپتامبر ۱۹۶۸) بوکسور اهل تایلند است.